# Lemuel Whitman
Lemuel Whitman (* 8. Juni 1780 in Farmington, Connecticut; † 13. November 1841 ebenda) war ein US-amerikanischer Politiker. Zwischen 1823 und 1825 vertrat er den Bundesstaat Connecticut im US-Repräsentantenhaus.

## Werdegang
Nach der Grundschule besuchte Lemuel Whitman bis 1780 das Yale College. Danach unterrichtete er auf den Bermuda-Inseln selbst als Lehrer an einer Mädchenschule. Nach dem Tod seines Vaters musste er aber 1801 nach Farmington zurückkehren, um seiner Familie zu helfen. Nach einem Jurastudium an der Litchfield Law School und seiner Zulassung als Rechtsanwalt begann er in Farmington in seinem neuen Beruf zu arbeiten. Im Jahr 1818 wurde er Richter am dortigen Superior Court; zwischen 1819 und 1821 amtierte er als beisitzender Richter am Bezirksgericht des Hartford County. Danach führte er bis 1823 den Vorsitz an diesem Gericht. Im Jahr 1821 war Whitman auch Mitglied einer aus drei Personen bestehenden Kommission zur Überarbeitung der Staatsgesetze von Connecticut.
Politisch war er Mitglied der Demokratisch-Republikanischen Partei und ein Anhänger von John Quincy Adams. Im Jahr 1822 wurde er in den Senat von Connecticut gewählt. Bei den Kongresswahlen des Jahres 1822, die in Connecticut staatsweit abgehalten wurden, wurde Whitman in das US-Repräsentantenhaus in Washington, D.C. gewählt. Dort übernahm er am 4. März 1823 den bis dahin von Daniel Burrows gehaltenen dritten Abgeordnetensitz seines Staates. Er absolvierte bis zum 3. März 1825 nur eine Legislaturperiode im Kongress und verzichtete darauf, zur Wiederwahl anzutreten.
Nach dem Ende seiner Zeit im US-Repräsentantenhaus arbeitete Whitman wieder als Anwalt. Er war außerdem an einigen anderen Geschäften beteiligt, darunter die Patent Wood-Screw Manufacturing Company. In den Jahren 1831 und 1832 war er Abgeordneter im Repräsentantenhaus von Connecticut. Danach zog er sich wegen seines schlechter werdenden Gesundheitszustandes und geschäftlicher Schwierigkeiten aus dem öffentlichen Leben zurück. Lemuel Whitman starb am 13. November 1841 in seinem Geburtsort Farmington.